# Clathromorphum loculosum
Clathromorphum loculosum (Kjellman) Foslie, 1898  é o nome botânico  de uma espécie de algas vermelhas  pluricelulares do gênero Clathromorphum, subfamília Melobesioideae.
- São algas marinhas encontradas em algumas regiões da Ásia e do Alasca.

## Sinonímia
- Lithothamnion loculosum  Kjellman